# 合の川
合の川（あいのかわ）は、利根川の旧流路の一つで、現在は廃川となっている。
埼玉県加須市と群馬県邑楽郡板倉町の境界を流れていた。

## 旧流路
合の川は、利根川が埼玉県加須市飯積で北へ分流した流れで、加須市と群馬県邑楽郡板倉町の境界（旧武蔵国埼玉郡と上野国邑楽郡の境界）を東へ流れ、板倉町下五箇で谷田川が合流した後、加須市小野袋へ至って旧渡良瀬川へ合流していた。古代には利根川の本流が流れたとする説がある。
元和7年（1621年）に新川通が新たな利根川本流河道として、加須市佐波（飯積から下流へ2km）から旗井（久喜市栗橋の北1km）までを開削し、渡良瀬川に接続した。これに伴い、合の川への利根川分流水量は増水時を除けばわずかとなった。
天保9年（1838年）に流頭が締め切られ、廃川となった。旧渡良瀬川へ至る下流部は谷田川へ譲った。

## 流路跡の現状

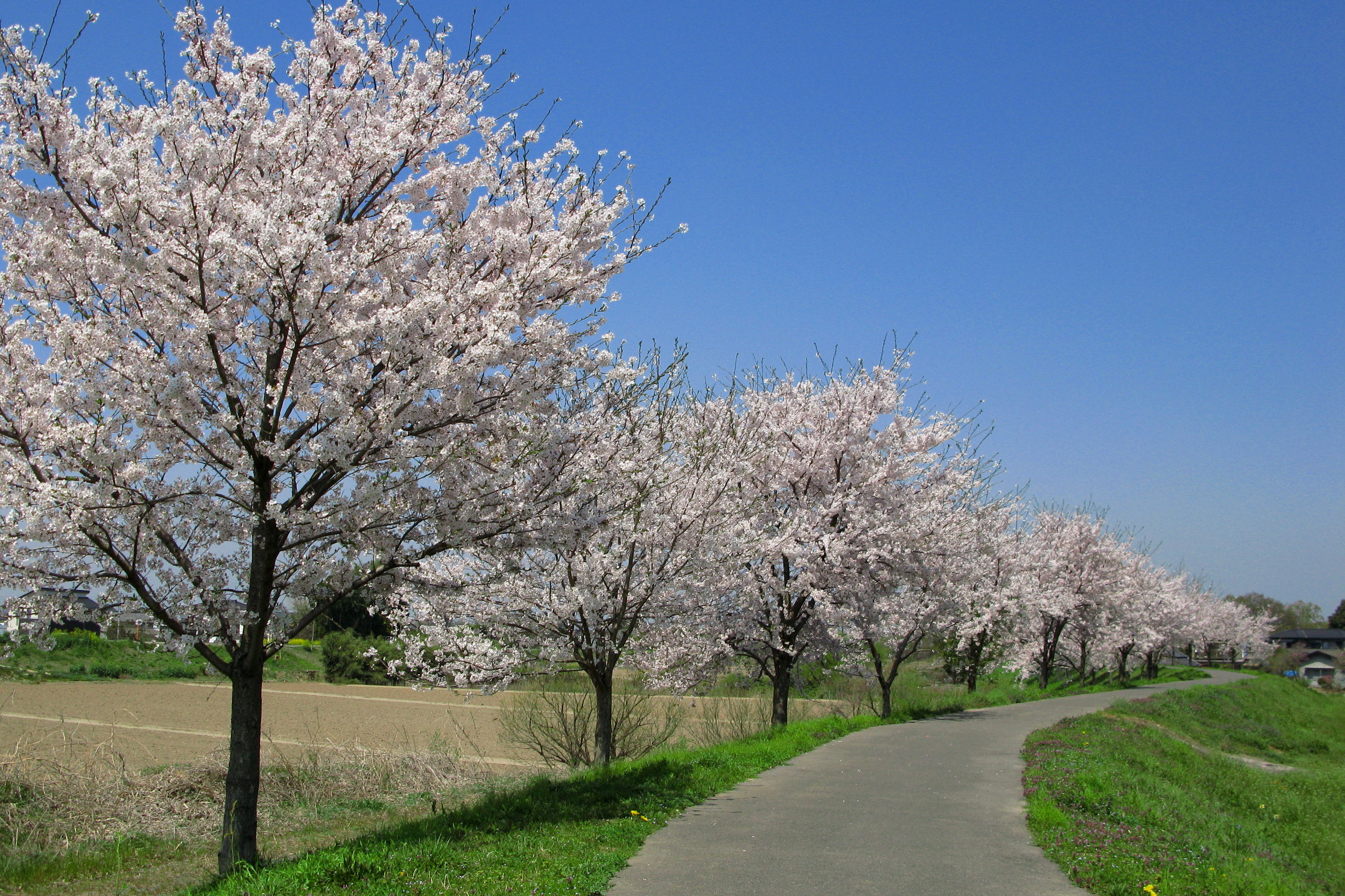
合の川の流路跡に現存する旧堤防

合の川は人工的に締め切られた経緯から、流路内の比較的水深のあった場所は池沼として残り、流路跡に散在している。その他の流路跡の土地利用としては主に水田などの農地として利用されている。流路跡のほぼ中央部には谷田川へと至る水路が所在している。また、流路跡の両岸には当時の堤防が残されており、堤防上は道路などとして利用されている。このため、地上からも流路跡を探ることはおおよそ可能である。
また、利根川の締め切り地点付近には大高島地区河川防災ステーションが設けられている。この施設は一般には開放されていないが、付近の谷田川第一排水機場で使用されていたポンプ（現存するものとしては国産最古）が敷地内の屋外に移設・展示されている。
- 起点：群馬県邑楽郡板倉町大字大高嶋（西側）・埼玉県加須市飯積（東側）境界。
- 群馬県邑楽郡板倉町大字大高嶋（西側）と埼玉県加須市飯積（東側）の境界より北に向かい流下する。その後、徐々に東へと曲流する。
- 板倉町大字下五箇（北側）と加須市飯積（南側）の境界より北北東へ流下し、板倉町大字下五箇（北側）と加須市麦倉（南側）の境界より東へ向かい流下する。途中に現在の八幡沼がある。
- 板倉町大字下五箇（西側）と加須市飯積（東側）の境界付近より次第に北へと曲流し、多少蛇行しながら北へと流下する。
- 板倉町大字海老瀬（北側）・大字下五箇（南西側）・加須市飯積（南東側）の境界にて西方より流下してくる谷田川を併せる。
- 終点：谷田川。